# Pilea aparadensis
Pilea aparadensis är en nässelväxtart som beskrevs av P. Brack. Pilea aparadensis ingår i släktet pileor, och familjen nässelväxter. Inga underarter finns listade i Catalogue of Life.